# Amici del Vento
Amici del Vento (wł. Przyjaciele Wiatru) - jeden z pierwszych i najbardziej znanych zespołów włoskiej prawicowej muzyki alternatywnej, aktywny w latach 1975-1998.

## Historia

### Powstanie zespołu
Zespół został założony przez Carlo Venturino, studenta medycyny z Mediolanu, należącego do prawicowego stowarzyszenia kulturalnego „Alternativa Nazionale”. W 1975 r. zaczął pisać swoje pierwsze piosenki (Noi, Nel suo nome i Vecchi amici), które pierwotnie śpiewał tylko wśród bliskich znajomych. 
W lutym 1976 r. Carlo został zaproszony przez Ugo Martinat do jednego z lokali w Turynie, aby zaprezentować swoją twórczość szerszej publiczności. Przybywa tam w towarzystwie Alberto Clivati (autora tekstów dwóch piosenek) oraz innego działacza Alternativa Nazionale, Guido Giraudo. W trakcie koncertu piosenki Carlo były przeplatane utworami Roberta Brasillacha i Aleksandra Sołżenicyna. Występ okazał się sukcesem, a Carlo postanowił założyć zespół. Tak powstała grupa Amici del Vento w składzie: Carlo Venturino (wokal i gitara), jego brat Marco (gitara), dziewczyna Cristina Constantinescu (wokal) oraz Guido Giraudo (konferansjer i kabarecista).

### Okres największej aktywności i śmierć Carlo
W ciągu kilku miesięcy piosenki Amici del Vento stają się znane w środowisku prawicy, a nawet częściowo poza nim: piosenka Trama nera zdobyła tytuł "Najczęściej słuchanej piosenki" sycylijskiego radia bliskiego Partii Socjalistycznej. Rozpoczyna się okres największej aktywności zespołu i wielu koncertów w całym kraju.
W czerwcu 1977 r. Amici del Vento występują na I Obozie Hobbit w Montesarchio, gdzie ich koncert jest jednym z głównych punktów programu. Na jesieni tego roku nagrywają, środkami zupełnie nieprofesjonalnymi, swoją pierwszą kasetę Trama nera, natomiast w grudniu biorą udział w międzynarodowym widowisku organizowanym w Madrycie przez Fuerza Nueva. W 1978 r. zespół nagrywa swoją drugą kasetę Girotondo (z piosenkami m.in. Ritorno i Amici del Vento), bierze udział w II Obozie Hobbit w Fonte Romana oraz dwa razy występuje w Niemczech. W marcu 1980 r. odbywa się duży koncert w teatrze w Mediolanie, w trakcie którego wraz z zespołem występuje także młodszy brat Cristiny, Fabio Constantinescu, który od tego momentu na stałe należy do Amici del Vento.
Na początku lat 80. aktywność zespołu wyraźnie spada, co jest spowodowane prywatnymi obowiązkami jego członków: Carlo pracuje jako lekarz, Marco bierze udział w misji wojskowej w Libanie natomiast Guido jest wicedyrektorem czasopisma Candido. 
W listopadzie 1983 r. odbywa się ostatni koncert zespołu w takim składzie. 27 grudnia tego roku lider zespołu Carlo Venturino jadąc do pacjenta ginie w wypadku drogowym. Zespół rozwiązuje się.

### Wznowienie i koniec działalności zespołu
W ciągu 10 lat po śmierci lidera Amici del Vento grają z Marco Venturino na czele tylko 2 razy: na koncercie w 1986 r. na 3 rocznicę śmierci Carlo (Marco pisze na ten koncert piosenkę A Carlo poświęconą bratu) oraz w 1988 na inauguracji ulicy Sergio Ramelli w Veronie.
W 1993 r. z okazji 10 rocznicy śmierci Carlo Marco i Guido decydują o ponownym wydaniu starych kaset, a także trzeciej kasety Vecchio Ribelle, która zawiera niewydane dotąd piosenki zespołu oraz kilka nowych napisanych przez Marco. 30 grudnia 1993 r. w teatrze Rosetum w Mediolanie odbywa się koncert z okazji 10-lecia śmierci Carlo. Wzbudza on wielkie zainteresowanie - teatr jest pełny, przychodzi znacznie więcej widzów niż jest miejsc. Ten nieoczekiwany sukces zachęca Marco do powrotu do aktywności muzycznej i tym samym stanowi początek wznowionej działalności grupy (jednak bez udziału Cristiny Constantinescu).
W 1994 r. powstają nowe piosenki a do zespołu przyłącza się gitarzysta Claudio Masella. W 1995 r. w Monzy odbywa się duży koncert (dla 800 osób) a w 1996 r. wydane zostaje pierwsze CD zespołu Progressista rap. W tym okresie Guido Giraudo i Fabio Constantinescu opuszczają zespół, do którego przyłącza się perkusista Dario Bressan.
8 grudnia 1997 r. Amici del Vento wraz z zespołem Compagnia dell’Anello występują razem w Monzy na wielkim koncercie z okazji 20-lecia istnienia muzyki alternatywnej, na którym oba zespoły wykonują po 20 swoich utworów. Nagranie z koncertu zostaje wydane w formie płyt CD oraz DVD (nagranie wideo) pt. Concerto del Ventennale (wł Koncert 20-lecia).
W 1998 r. Marco decyduje o zakończeniu kariery muzycznej. Od tego czasu zespół występuje jeszcze tylko 2 razy: w 2003 r. na koncercie na 20-lecie śmierci Carlo Venturino (nagranie zostaje opublikowane jako CD Tributo a Carlo) oraz w maju 2010 r. w trakcie „tygodnia dla Sergio Ramelli”. W tym też roku zostaje wydana płyta Opera Omnia zawierająca wszystkie utwory zespołu.

## Dyskografia

### Trama Nera (1977)
1. Nel suo nome
2. Camice bianco
3. Lettera ad un bambino buttato via
4. Trama nera
5. Amici miei
6. Dedicata ad una margherita
7. Fior tra i capelli
8. Incontro
9. La ballata del compagno
10. Noi
11. Vecchi amici

### Girotondo (1978)
1. Saigon
2. Amici del vento
3. Angioletto
4. Canto di galera
5. Forchette nazionali
6. Franco tiratore
7. Giornalista di regime
8. Girotondo
9. La luna e il cavaliere del sole
10. Non parlare
11. Ritorno
12. Tre storie

### Vecchio Ribelle (1993)
1. Trama nera
2. Il nostro tempo
3. Scudiero
4. Afghanistan
5. Droga
6. Patria
7. A Carlo
8. Andare via
9. Anni '70
10. Vecchio ribelle

### Progressista Rap (1996)
1. Progressista Rap
2. Berlino
3. Lettera ad un ragazzo della classe '80
4. Ritorno
5. Droga
6. L'identità
7. Amici del Vento
8. Anni '70
9. Gatto nero
10. Vecchio ribelle
11. Rivolta

### Concerto del Ventennale (tylko utwory Amici del Vento) (1997)
1. Anni Settanta
2. Nel suo Nome
3. Incontro
4. Progressista Rap
5. Vecchio ribelle
6. L'identità
7. Rivolta
8. Lettera ad un ragazzo della classe '80
9. Berlino
10. Il nostro tempo
11. Saigon
12. Vecchi amici
13. Afghanistan
14. Nar
15. Canto di galera
16. Ritorno
17. Essere normale
18. Notti avvelenate
19. Amici del Vento
20. Gatto nero

### Tributo A Carlo (2003)
1. A Carlo
2. Noi
3. Nel suo nome
4. Vecchi amici
5. Ritorno
6. Anni '70
7. Piccolo Attila
8. Canti assassini
9. Un uomo da perdere
10. Progressista rap
11. L'identità
12. Essere normale
13. Nar
14. Gatto nero
15. Amici del Vento